# Trasgschieß
Trasgschieß ist ein Ortsteil der Stadt Vohenstrauß im Landkreis Neustadt an der Waldnaab.

## Geographische Lage
Der Weiler befindet sich gut vier Kilometer nordwestlich des Stadtzentrums am Rande des Waldgebiets Elm. Gut anderthalb Kilometer nordöstlich von Trasgschieß liegt das Dorf Waldau. Nächstgelegener Ortsteil ist Iltismühle in nördlicher Richtung.

## Geschichte
Trasgschieß (früher auch: Dresgesies) gehörte zur Herrschaft der Waldauer.
1483 wurde Trasgschieß genannt als Ulrich von Waldau einen Teil seiner Besitzungen an seine Söhne übergab.
Mitte des 16. Jahrhunderts ging die Herrschaft der Waldauer – und damit auch Trasgschieß – an die Wirsberger über.
1632 gelangte sie in den Besitz der Herren von Enkefort.
Seit Ende des 17. Jahrhunderts hatten die Freiherrn von Rumel den Lehensbesitz inne.
Anfang des 19. Jahrhunderts wurden die Freiherrn von Lilien als Inhaber von Trasgschieß genannt.
Im 18. Jahrhundert hatte Trasgschieß 5 Anwesen, darunter ein Hirtenhaus.
Anfang des 19. Jahrhunderts gehörte Trasgschieß mit 5 Familien zur Dorfgemeinde Waldau.
Die Dorfgemeinde Waldau bestand zu dieser Zeit aus den Dörfern Waldau mit 59 Familien, Erpetshof mit 9 Familien, Zeßmannsrieth mit 13 Familien, dem Weiler Trasgschieß mit 5 Familien und den Einöden Arnmühle mit einer Familie, Iltismühle mit 3 Familien, Neumühle mit 3 Familien und Zieglmühle mit 5 Familien.
Waldau hatte das Patrimonialgericht über diese Gemeinde inne.
1821 bis 1972 gehörte Trasgschieß zur Gemeinde Waldau.
Die Gemeinde Waldau umfasste die Ortschaften Waldau, Erpetshof, Iltismühle, Neumühle, Trasgschieß, Zeßmannsried und Zieglmühle.
Als am 1. Januar 1972 im Rahmen der Gemeindegebietsreform die Gemeinde Waldau in die Gemeinde Vohenstrauß eingegliedert wurde, wurde Trasgschieß Ortsteil von Vohenstrauß.

## Einwohnerentwicklung in Trasgschieß ab 1838
| Jahr | Einwohner | Gebäude |
| ---- | --------- | ------- |
| 1838 | 27        | 5       |
| 1871 | 32        | 21      |
| 1885 | 32        | 5       |
| 1900 | 27        | 5       |
| 1913 | 35        | 5       |
| 1925 | 31        | 4       |

| Jahr | Einwohner | Gebäude |
| ---- | --------- | ------- |
| 1950 | 22        | 4       |
| 1961 | 19        | 3       |
| 1970 | 20        | k. A.   |
| 1987 | 14        | 3       |
| 2011 | 10        | k. A.   |